# توماسو ویتنی
توماسو ویتنی یا توماسو چامپا (به انگلیسی: Tommaso Whitney) یا (به انگلیسی: Tommaso Ciampa) (متولد ۸ مه ۱۹۸۵) یک کشتی‌گیر حرفه ای سیسیلی‌تبار امریکایی است که با شرکت دبلیودبلیوئی (WWE) قرارداد دارد. او با نام رینگ توماسو چامپا کشتی می‌گیرد.